# Колбасов, Николай Илларионович
Николай Илларионович Колбасов (род. 21 декабря 1911, с. Максимовка, Сандыктовская волость, Кокчетавский уезд, Акмолинская область, Степное генерал-губернаторство, Российская империя — 21 сентября 1943, с. Драбиновка Новосанжарский район, Полтавская область Украина) — советский офицер-артиллерист в годы Великой Отечественной войны, Герой Советского Союза (22 февраля 1944). Младший лейтенант (1941).

## Биография
Родился 21 декабря 1911 года в селе Максимовка, Сандыктовская волость, Кокчетавский уезд, Акмолинская область, Степное генерал-губернаторство, Российская империя (ныне — Сандыктауский район Акмолинской области Казахстана). Из крестьянской семьи. После окончания школы-семилетки работал на Карсакпайской узкоколейной железной дороге Атбасарского треста цветных металлов в Карагандинской области. В 1941 году вступил в ВКП(б). В том же году прошёл военные сборы, после окончания которых ему было присвоено воинское звание младшего лейтенанта запаса.
В июне 1942 года был призван на службу в Рабоче-крестьянскую Красную Армию Джезказганским районным военкоматом Карагандинской области Казахской ССР. Был зачислен в 143-ю отдельную стрелковую бригаду, которая формировалась в городе Аткарск Саратовской области, с этой же бригадой убыл на фронт. С октября того же года — на фронтах Великой Отечественной войны. Воевал заместителем командира взвода 76-мм орудий отдельного артиллерийского дивизиона 143-й отдельной стрелковой бригады на Сталинградском, Донском, а с февраля 1943 года на Центральном фронтах. Отличился при ликвидации окружённых немецких войск в Сталинграде в январе 1943 года, за что награждён медалью «За боевые заслуги».
С апреля 1943 года до последнего дня жизни гвардии младший лейтенант Николай Колбасов командовал огневым взводом 199-го гвардейского артиллерийского полка 94-й гвардейской стрелковой дивизии 69-й армии Воронежского фронта. Отличился во время оборонительного сражения Курской битвы на южном фасе Курской дуги.
11 июля 1943 года участвовал в отражении атаки 17-ти немецких танков в районе села Шеино Корочанского района Белгородской области. Артиллеристы его взвода уничтожили 3 танка. Оставшись один, продолжал вести огонь, уничтожив ещё 4 танка противника. Когда противник попытался окружить его орудие, вместе с группой пехотинцев организовал круговую оборону, а затем поднял их в атаку и вывел из окружения. В июле 1943 года за этот подвиг был представлен к званию Героя Советского Союза.
После представления к награде участвовал в Белгородско-Харьковской и в Полтавско-Кременчугской (составная часть первого этапа битвы за Днепр) наступательных операциях.
21 сентября 1943 года погиб в бою. Похоронен в братской могиле советских воинов в селе Драбиновка Новосанжарского района Полтавской области Украины.
Указом Президиума Верховного Совета СССР «О присвоении звания Героя Советского Союза офицерскому, сержантскому и рядовому составу Красной Армии» от 22 февраля 1944 года за «образцовое выполнение боевых заданий командования при форсировании реки Днепр, развитие боевых успехов на правом берегу реки и проявленные при этом отвагу и геройство» удостоен посмертно звания Героя Советского Союза.

## Награды
- Герой Советского Союза (22.02.1944, посмертно)
- Орден Ленина (22.02.1944, посмертно)
- Медаль «За боевые заслуги» (7.02.1943)
- Медаль «За оборону Сталинграда» (вручена в 1943)

## Память
- В его честь названа школа в Максимовке.
- Его именем названы улицы в городе Саптаев (Республика Казахстан) и селе Мелихово Корочанского района Белгородской области.
- Имя увековечено на Мемориале Славы в городе Кокшетау.